# Eastchester
Eastchester är en kommun (town) i Westchester County i delstaten New York. Vid 2020 års folkräkning hade Eastchester 34 529 invånare.